# Пронькін Ігор Олексійович
Ігор Олексійович Пронькін (рос. Игорь Алексеевич Пронькин; 1929—1953) — керівник Київського міського проводу ОУН.

## Біографія
Народився у 1929 році у місті Казань, росіянин за походженням.
У 1947—1948 роках був керівником Київського міського проводу ОУН.
27 травня 1948 був заарештований МДБ та засуджений до трудових таборів на 20 років. Генерал-майор Альберт Діченко, причетний до справи Пронькіна, у 2014 році згадував про специфічні методи слідства над заарештованим:
|  | Санкції на поміщення його у внутрішню в'язницю МДБ України ще не було. Що зробили хлопці (а це були Іван Теремков та Вася Кондратьєв): взяли рулон паперу та загорнули його (він був невисокий), прорізали в тих місцях, де очі та рота, зав'язали зверху та знизу та залишилися з ним ночувати у кабінеті. ... Він нічого не сказав, окрім того, що «Так, я керівник київського міського проводу ОУН. ...». Більше того, сказав: «Поки я живий і скільки я житиму – я боротимуся за незалежну Україну». |

У 1953 році Ігор Пронькін загинув під час Норильського повстання — був смертельно поранений уламком танкового снаряду.